# 國分古鹿
國分古鹿（學名：Cervus kokubuni）是一種已滅絕的鹿科動物，其化石於臺南市左鎮區被發現。而這個物種的名稱便源自於化石發現者國分廉二。

## 外部連接
- 花鹿類 國公鹿鹿角 - 臺南左鎮化石園區